# Warrior of Ras volume III: The Wylde
Warrior of Ras volume III: The Wylde is een computerspel voor de platforms Commodore 64 en Commodore 128. Het spel werd uitgebracht in 1983. 